# Liste der Bodendenkmale in Gleichen
In der Liste der Bodendenkmale in Gleichen sind die Bodendenkmale der niedersächsischen Gemeinde Gleichen aufgeführt. Die Quelle ist der Denkmalatlas Niedersachsen.
- Bitte beachten Sie, dass diese Liste keinen Anspruch auf Vollständigkeit erhebt.
- Die Angaben ersetzen nicht die rechtsverbindliche Auskunft der zuständigen Denkmalschutzbehörde.
- Es sind nur Daten aus dem Denkmalatlas verarbeitet.
- Der Stand der Liste ist der 11. März 2025.

Gleichen im Landkreis Göttingen

## Allgemein
In den Spalten finden sich folgende Informationen des Bodendenkmales:
| Lage         | geographische Koordinaten                                                           |
| Bezeichnung  | Bezeichnung lt. Denkmalatlas                                                        |
| Beschreibung | Beschreibung lt. Denkmalatlas                                                       |
| ID           | Objekt-ID                                                                           |
| Bild         | Bild, ggf. zusätzlich mit Link zu weiteren Fotos im Medienarchiv Wikimedia Commons. |

## Benniehausen
| Lage                        | Bezeichnung                   | Beschreibung | ID       | Bild           |
| --------------------------- | ----------------------------- | --- | -------- | -------------- |
| 51° 28′ 13″ N, 10° 2′ 24″ O | Benniehausen 5, Neue Gleichen | Wohl um 1100 von den Grafen von Reinhausen erbaut, als sie ihren Stammsitz in Reinhausen in ein Chorherrenstift umwandelten. Dieses erhielt die Gleichenburgen zu Geschenk. 1318 wird erstmals zwischen Alten- und Neuengleichen unterschieden. 1402 endete eine wahrscheinlich wegen Wegelagerei vorgenommene 14-tägige Belagerung der Burg durch den Herzog von Braunschweig und den Städten Göttingen und Hannover erfolglos. | 28981207 | Weitere Bilder |
| 51° 29′ 34″ N, 10° 3′ 38″ O | Benniehausen 8, Abri          | Abrirest mit treppenartig abgestuftem Vorplatz über eine Länge von ca. 34 m. Tiefe des überhängenden Felsdaches 4,2 m. Vorplatztiefe ca. 26 m. Weiterer Abriverlauf nach Süden nicht zu verfolgen wegen eines Versturzes. Paläolithische Funde unterhalb des überhängenden Felsdaches. Bei den Funden handelt es sich ausschließlich um Faunenreste. Artefakte wurden nicht geborgen.                                            | 28969967 | BW             |

## Bremke
| Lage                        | Bezeichnung                   | Beschreibung | ID       | Bild           |
| --------------------------- | ----------------------------- | --- | -------- | -------------- |
| 51° 27′ 35″ N, 10° 2′ 52″ O | Bremke 1, Burg                | Auf einem kleinen Plateau. Jetzt sind von der Befestigung ein innerer und ein äußerer Wallgraben zu erkennen, jeweils mit zwei Wällen und mittlerem Graben und aufgebaut aus Humusboden, mit Kalksteinbrocken durchsetzt. Beide Wälle verlaufen von W nach O und biegen dann nach N ab, die natürlichen Geländebedingungen ausnutzend. Umschlossene Fläche ca. 60 × 60 m. Höhenunterschied Wälle - Graben bis 1,30 m | 28981217 | BW             |
| 51° 28′ 1″ N, 10° 2′ 19″ O  | Bremke 6, Burg Alten-Gleichen | Burgareal ca. 60 × 100 m. Auf der Kuppe sowie auf der nach N vorstoßenden Nase sind Mauerreste erhalten. Diese sind nur auf der Kuppe noch aufgehend. Die natürliche Geländebeschaffenheit ermöglicht im W, S und O Schutz in Form eines Grabens mit Außenwall. Es blieb unklar, wie die Burg im N abgesichert wurde. Zwar wird der Bergrücken im nördlichen Gipfel schmaler und der einzige (heutige) Zufahrtsweg wird von einem ca. 30 m langen und bis 1 m hohen Wall begleitet (möglicherweise Teil der Burganlage); ein Graben konnte im nördlichen Bereich aber nicht festgestellt werden. | 28970705 | Weitere Bilder |
| 51° 26′ 9″ N, 10° 2′ 45″ O  | Bremke 7, Glashütte           | Glasverhüttungsstelle der frühen Neuzeit, erkennbar durch eine große Abraumhalde und Fundstreuung. Fläche ca. 30 × 50 m. Die Halde bildet eine in O-W-Richtung langgezogene, wellige Erhebung. Die Halde wurde durch einen N-S verlaufenden Betonweg fast mittig durchschnitten. Haldenoberfläche weist stellenweise Mulden auf. Im W durch einen flachen Graben angeschnitten. Direkt südöstl. der Halde liegt ein flacher Trichter mit einem Dm. von ca. 10 m, dessen Zugehörigkeit nicht feststellbar war.                                                                                    | 28981316 | BW             |
| 51° 27′ 6″ N, 10° 2′ 2″ O   | Bremke 8, Steinmal            | Wetzrillen unterschiedlicher Tiefe und Längen auf einer anstehenden Felsplatte unterhalb einer vorspringenden Sandsteinfelsnase. Über eine Fläche von ca. 1 × 0,5 m. Felsplattenoberfläche zum Teil verwittert und mit neueren Einritzungen versehen. Wohl mittelalterliche Zeitstellung. Dem charakteristischen Sandsteinvorsprung dürfte eine mystische Bedeutung beigemessen werden. | 28981319 | BW             |

### Bremke 33
- ID:28948583
- 6 eng zusammenliegenden Grabhügeln mit einem Dm. von 13 – 20 m und einer H. von 1 – 2,2 m. Sehr gut erhalten. Über mehrere Hügel verläuft ein Grenzgraben mit Grenzsteinen aus dem Jahre 1770. Die Gruppe gehört wohl in die Bronzezeit.

| Lage                        | Bezeichnung | Beschreibung | ID       | Bild |
| --------------------------- | ----------- | --- | -------- | ---- |
| 51° 28′ 2″ N, 10° 1′ 44″ O  | Bremke 33   | Durchmesser ca. 16 m und Höhe ca. 1,2 – 1,3 m. Annähernd rund und gleichmäßig aufgewölbt. Aufgebaut aus Löß. Urgeschichtlich. | 28948584 | BW   |
| 51° 28′ 2″ N, 10° 1′ 43″ O  | Bremke 34   | Durchmesser ca. 13 m und Höhe ca. 1,6 m. Annähernd rund und gleichmäßig aufgewölbt. Aufgebaut aus Löß. Von frühneuzeitlichem Grenzgraben (1770) in WSW-ONO-Ausrichtung durchschnitten, auf dem Hügel ein Grenzstein, am W-Hügelfuß ein zweiter Grenzstein. Urgeschichtlich. | 28948585 | BW   |
| 51° 28′ 1″ N, 10° 1′ 42″ O  | Bremke 35   | Durchmesser ca. 15 m und Höhe ca. 1,3 m. Anhähernd rund und gleichmäßig aufgewölbt. Aufgebaut aus Löß. Von frühneuzeitlichem Grenzgraben am W Hügelfuß überzogen. Urgeschichtlich.                                                                                          | 28948586 | BW   |
| 51° 28′ 0″ N, 10° 1′ 42″ O  | Bremke 36   | Durchmesser ca. 15 m und Höhe ca. 1,6 – 1,8 m. Anhähernd rund und gleichmäßig aufgewölbt. Aufgebaut aus Löß. Von frühneuzeitlichem Grenzgraben und -wall im O Böschungsbereich überzogen. Urgeschichtlich.                                                                  | 28948587 | BW   |
| 51° 28′ 0″ N, 10° 1′ 41″ O  | Bremke 37   | Durchmesser ca. 20 m und Höhe ca. 2,2 m. Anhähernd rund und gleichmäßig aufgewölbt. Aufgebaut aus Löß. Von frühneuzeitlichem Grenzgraben im W randlich überzogen. Urgeschichtlich.                                                                                          | 28948588 | BW   |
| 51° 27′ 59″ N, 10° 1′ 41″ O | Bremke 38   | Durchmesser ca. 14 m und Höhe ca. 1 m. Anhähernd rund und gleichmäßig aufgewölbt. Aufgebaut aus Löß. on frühneuzeitlichem Grenzgraben und -wall randlich im O-Bereich überzogen, W-Rand durch Wegeböschung gekappt. Urgeschichtlich.                                        | 28948589 | BW   |

## Diemarden
| Lage                        | Bezeichnung           | Beschreibung | ID       | Bild |
| --------------------------- | --------------------- | --- | -------- | ---- |
| 51° 29′ 28″ N, 9° 59′ 37″ O | Diemarden 1, Siedlung | Linienbandkeramische Siedlung auf einer Fläche von ca. 600 × 250 m. Typischer Platz der frühneolithischen bandkeramischen Kultur, mit zahlreichen angepflügten Grubenbefunden und Oberflächenfunden. Im SO-Bereich auf dem flach auslaufenden Hang zudem weitere, jüngere Belegungsphasen bekannt, und zwar der mittelneolithischen Rössener Kultur, der jüngeren vorrömischen Eisenzeit (Mittel- bis Spätlatènezeit), der jüngeren römischen Kaiserzeit und der Völkerwanderungszeit. Die Probegrabung 8/2002 hat damit vorerst keinen Friedhof am Platz bestätigt, stattdessen aber – erstmals für das südliche Leinebergland – den Nachweis einer völkerwanderungszeitlichen Besiedlung (ca. 5. Jh./um 500) erbracht. | 28948080 | BW   |

## Groß Lengden
| Lage                        | Bezeichnung                   | Beschreibung | ID       | Bild           |
| --------------------------- | ----------------------------- | --- | -------- | -------------- |
| 51° 30′ 27″ N, 10° 4′ 8″ O  | Groß Lengden 1, Burg Niedeck  | Die Kuppe bildet ein Podest von etwa 45 × 30 m, auf der die Burg gestanden hat. Die heutige Oberfläche ist stark wellig und weist einige auffällige Erhöhungen auf. Der von unten kommende, wohl alte Zufahrtsweg schneidet sich im S des Podestes ein. An der N-, W- und S-Seite wird die Kuppe von einem Wall umgeben. Im W und S ist der Wall nur als Absatz am Hang sichtbar. Im NW und Norden, wo die Kuppe weniger steil abfällt, zeigt der Wall einen inneren Graben. An der N-Seite ist, geländebedingt, zwischen Kuppe und Wall ein zweiter Wall mit flachem Graben zu erkennen. An der O-Seite, wo der Zufahrtsweg hochführt, befindet sich kein Wall. An mehreren Stellen kleine und größere Mulden auf der Kuppe; eine auf der N-Seite des Podestes liegende Erhöhung ist, wahrscheinlich rezent, stark angegraben worden. Auf der Kuppe liegender Hinweisstein mit eingemeißelten Ortsnamen. | 28989840 | Weitere Bilder |
| 51° 30′ 25″ N, 10° 0′ 28″ O | Groß Lengden 9, Lengder Burg  | Sogenannte Zungenburg mit Abschnittswällen in Spornlage. Die rund 800 m lange und bis zu ca. 80 m breite Anlage nutzt die natürliche Schutzlage eines Bergsporns mit seinen Steilhängen nach S, W und N. Als Wehrbauten sind zwei Abschnittswälle mit vorgelagerten Gräben vorhanden, die zur Hochfläche nach O hin abriegeln. Eine erneute topographische Feinkartierung 2002 durch die Kreisarchäologie Göttingen ergab längere zusätzliche Wallgrabenabschnitte. Demnach könnte es sich möglicherweise um zwei voneinander unabhängige, nebeneinanderliegende Burganlagen unterschiedlicher Zeitstellung handeln. Burg und Wall 1 sind frühlatènezeitlich; Wall 2 muss aufgrund der C14-Daten mittelneolithisch eingestuft werden. Die beiden Abschnittswälle gehören also zu unterschiedlichen Befestigungsphasen.                                                                                    | 28948579 | Weitere Bilder |
| 51° 30′ 7″ N, 10° 4′ 11″ O  | Groß Lengden 12, Hünsche Burg | Burganlage mit Ringmauer und Abschnittsbefestigung von abgerundet rechteckigem Grundriss; Wall und Graben im N und O, in der SO-Ecke Zangentor (mit Türangelstein und quadratischem Pfostenloch). Reste der Zweischalenmauer untertägig erhalten, mit Ausnahme einer ca. 20 m langen Unterbrechung im NO; maximale H. in den Wällen 1,5 m, Stärke 0,9 – 1,55 m. Innenraumfläche ca. 68 × 55 m, keine Hinweise auf Besiedlung. Die Ringmauer ist als Schuttwall erhalten. Aufgrund der Lage sowie der Bauweise mit abgerundet rechteckigem Grundriss mit massiver Ringmauer und Zangentor ist die Anlage in das 9.-10. Jh. zu datieren. Da - vorbehaltlich weiterer Untersuchungen - keine Besiedlungshinweise entdeckt wurden, hatte die Hünsche Burg vermutlich die Funktion einer Fluchtburg für einen ca. 500 m südl. gelegenen Großhof (heute Wohnplatz Niedeck).                                     | 28986886 |                |

## Ischenrode
| Lage                        | Bezeichnung        | Beschreibung | ID       | Bild |
| --------------------------- | ------------------ | --- | -------- | ---- |
| 51° 25′ 48″ N, 10° 1′ 42″ O | Ischenrode 2, Thie | Leicht erhöhter Tieplatz. Ausdehnung ca. 20 × 30 m. Im südlichen Bereich durch Stützmauer (Bruchsteinmauerwerk) abgegrenzt. | 28981322 |      |

## Reinhausen
| Lage                        | Bezeichnung                         | Beschreibung | ID       | Bild           |
| --------------------------- | ----------------------------------- | --- | -------- | -------------- |
| 51° 26′ 34″ N, 10° 0′ 37″ O | Reinhausen 8, Wüstung Heddenhusen   | Bislang festzustellende Fläche ca. 50 × 250 m. Es ist noch nicht geklärt, ob hiermit die Wüstung Heddenhusen fixiert ist. Auf der Stelle der ursprünglichen Angabe, etwa 800 m südlicher, befindet sich keine Wüstung. Im unteren westlichen Hangbereich hat der Fischteich einen Teil der Spuren weggewischt. Jetzt verbleibt zwischen Waldweg und Teich noch ein letzter Ausläufer der Bergnase. Sonst anscheinend ungestört. 12.–14./15. Jh. (Keramik), 1366 schon wüst. | 28981323 | BW             |
| 51° 28′ 3″ N, 9° 59′ 9″ O   | Reinhausen 10, Thie                 | Leicht erhöhter, im W, N und O von einer niedrigen Mauer umgebener Tieplatz (ca. 10 × 15 m). | 28981324 |                |
| 51° 28′ 2″ N, 9° 58′ 57″ O  | Reinhausen 11, Steinmal             | Gruppe von insgesamt 12 markanten Wetzrillen im anstehenden Sandstein mit unterschiedlicher Länge und Tiefe. Östlich der Treppe, die von der Straße zum Reinhausener Kloster hinaufführt, könnten noch Wetzrillen sein. Mittelalterlich; eine Beziehung mit dem Kloster Reinhausen ist anzunehmen. | 28981320 | BW             |
| 51° 28′ 4″ N, 9° 59′ 7″ O   | Reinhausen 12, Steinmal             | Zwei Gruppen von Schnittkerben oder Wetzrillen. Teilweise parallele sowie übereinander liegende Kerben. Weiterhin quadratische Einhöhlungen mit unterschiedlichen Abmessungen, welche wohl zur Aufnahme von Hausbalken dienten. Teilweise neuere Beschädigungen. Schnittkerben sind wohl mittelalterlicher Zeitstellung. | 28981325 | BW             |
| 51° 28′ 4″ N, 9° 59′ 21″ O  | Reinhausen 13, Bielstein            | Zwei eingemeißelte mittelalterliche Radkreuze, viele Schnittkerben oder Wetzrillen unterschiedlicher Richtung, L. und T. Höhlungen sowie eine Fels-Nische mit Rundbogen. Br. der Darstellung 10 m. Nach O anschließend ist die Felswand hin und wieder mit Gruppen von Schnittkerben und quadratischen Höhlungen versehen. Die Spuren sind an der Straßenseite leicht beschädigt. Grabung am Fuß des Bielsteins erbrachte Funde aus Steinzeit, Eisenzeit und Spätmittelalter. | 28981327 | Weitere Bilder |
| 51° 28′ 3″ N, 9° 59′ 27″ O  | Reinhausen 14, Abri                 | Felsschutzdach über eine Br. von etwa 10 m. | 28981328 | BW             |
| 51° 28′ 19″ N, 9° 58′ 44″ O | Reinhausen 15, Siechenhaus          | Die Fläche umfasst den Standort eines Siechenhauses, wiedererkannt an ausgepflügten Fundamentresten und einen Hohlwegabschnitt über eine L. von 75 m. Die zum Siechenhaus gehörigen Funde sind mittelalterlich bis ins 18. Jh., dem Zeitpunkt des Abrisses, zu datieren. Wurde an der Fernstraße Göttingen-Heiligenstadt erbaut; der Hohlweg vertritt einen Abschnitt derselben. | 28981339 | BW             |
| 51° 28′ 19″ N, 9° 58′ 44″ O | Reinhausen 15, Siechenhaus          | Standort eines Siechenhauses (Mittelalterlich bis zum 18. Jh., dem Zeitpunkt des Abrisses des Siechenhauses). Grundriss des Hauptgebäudes und eines Nebengebäudes (?) durch Fundmelder nach Pflügen entdeckt. Möglicherweise auch zwei Brunnen lokalisiert. Der Grundriss ist im Acker unter günstigen Umständen gut sichtbar (lt. K. Grote). | 28981330 | BW             |
| 51° 27′ 55″ N, 9° 59′ 2″ O  | Reinhausen 16, Abri                 | L. des überhängenden Felsdaches ca. 30 m, T. des Überhanges bis ca. 4 m. Vor dem Abri ein Vorplatz, welcher von dem sich nach O anschließenden Steilhang getragen wird. Im Bereich der Felswand sind weitere Abri-verdächtige Felsdächer. In der Mitte der anstehenden, z.T. auserodierten Felswand, klafft eine tiefe Spalte.Unter einem Felsüberhang mit einer Felsbr. von ca. 8 m und einer T. von ca. 5 m. Das Felsschutzdach ist nach NNO geöffnet und ragt heute ca. 4 m vor. | 28948086 | BW             |
| 51° 27′ 8″ N, 10° 0′ 33″ O  | Reinhausen 18, Klause               | Nach drei Seiten steil abstürzender Sandsteinfelsen. Nach S hin in eine anstehende Felswand auslaufend. An der nordwestl. Vorderfront des Felsens ein von Menschenhand gehauenes kleines Gemach, zu dem eine Leiter hinaufführt. Auf dem an dieser Seite gelegenen kleinen Vorplatz hat direkt am Felsen ein Gebäude gestanden, das zur Klause gehörte. An dem Felsen sind mehrere Kreuze und Nischen sichtbar. In der Klause hat nach Überlieferung der Einsiedler Hurkut gewohnt, der aus dem Kloster Reinhausen stammt. Funde aus dem 13. und 14. Jh.                                                      | 28981329 | Weitere Bilder |
| 51° 27′ 12″ N, 10° 0′ 35″ O | Reinhausen 19, Abri                 | Abri besteht aus einem vorspringenden Felsdach mit natürlicher Unterhöhlung, Br. ca. 7 m, T. bis ca. 3,5 m. Vor der anstehenden Wand ein kleiner Vorplatz. Im südl. Bereich der Felswand sind weitere „verdächtige“ Felsdächer. In O-W-Richtung von der Traufkante des Felsdaches nach W zum Hang ca. 5 m. Ausgrabung 1935 durch Dr. H. Krüger, Mus. Göttingen. Eisenzeitlich bis mittelalterlich. | 28981331 | BW             |
| 51° 27′ 2″ N, 10° 1′ 38″ O  | Reinhausen 20, Abri                 | L. des überhängenden Felsdaches ca. 30 m, T. des Überhanges bis ca. 4 m. Vor dem Abri befindet sich ein Vorplatz, welcher von dem sich nach O anschließenden Steilhang getragen wird. Im Bereich der Felswand sind weitere Abri-verdächtige Felsdächer. In der Mitte der anstehenden, z.T. auserodierten Felswand, klafft eine tiefe Spalte. | 28981332 | BW             |
| 51° 27′ 24″ N, 9° 58′ 37″ O | Reinhausen 21, Abri                 | Felsüberhang mit kleinem Vorplatz, bestehend aus einem Hauptbereich sowie einem südl. anschließendem kleineren Felsdach. Der Mittelbereich ist verstürzt. Gesamt-L. von ca. 23 m und eine T. von max. 3,5 m. Südl. des Hauptbereiches ist das Abri verstürzt. Funde weisen in die vorrömische Eisenzeit. | 28981333 | Weitere Bilder |
| 51° 28′ 21″ N, 10° 0′ 18″ O | Reinhausen 22, Steinmal             | Über ca. 15 m finden sich auf Felswand eingemeißelte Spuren: Radkreuz, Dm. 80 cm; direkt daneben ein zweites, identisches Exemplar. Zwei Rundbogennischen, H. 40 cm bzw. 60 cm. Ein Radkreuz noch in unserem Jh. verschwunden; sonst gut erhalten. Wohl mittelalterliche Andachtsstätte. | 28981334 | BW             |
| 51° 27′ 59″ N, 10° 0′ 23″ O | Reinhausen 23, Abri                 | Sandsteinfelsüberhang mit nach W vorliegendem Vorplatz. Dieser wird durch eine flache Böschung begrenzt. Abri-L. ca. 12 m, T. des überhängenden Felsdaches ca. 3,20 m. In der Nähe sind weitere Abri-verdächtige Felsdächer. Ausgrabungen 1980, 1986/87 erbrachten neben Keramikfragmenten und Flint differenzierte späteiszeitliche und holozäne Sedimentfolge mit mehreren urgeschichtlichen Brand- und Kulturschichten. Brand- und Kulturschichten vom Jungpaläolithikum bis zur älteren vorrömischen Eisenzeit.                                                                                           | 28981336 | BW             |
| 51° 28′ 22″ N, 9° 58′ 43″ O | Reinhausen 24, Hohlweg              | Hohlwegabschnitt mit einer Gesamtlänge von ca. 170 m. Südlich der Straße Reinhausen-Diemarden als gerader, mäßig eingetiefter Hohlwegtrakt mit Br. von ca. 10 m und T. bis 1,2 m vorhanden; nördlich dieser Straße als breite flache Mulde anfangend und nach Norden schmaler werdend und gegen einen Feldweg auslaufend. Nördlich der Straße Reinhausen-Diemarden stark verwaschen, besonders im S-Bereich Form unklar. Südlich der Straße gut erhalten. Trasse der spätmittelalterlichen Fernstraße Göttingen-Heiligenstadt.                                                                                | 28981337 | BW             |
| 51° 27′ 21″ N, 9° 58′ 52″ O | Reinhausen 25, Abri                 | Höhlenspalt zwischen zwei Felsen. Gesamt-Br. des Felsens 16 m, Höhlen-T. 9,80 m, H. bis 4,20 m. | 28981338 | BW             |
| 51° 27′ 6″ N, 9° 58′ 52″ O  | Reinhausen 26, Abri                 | Sandsteinfelsengruppe an der oberen östl. Steilkante. Felsdach, max. 3,4 m überragend. Gesamt-Br. des vorstoßenden Felsens 19,50 m. Das Vorfeld dehnt sich über 12 m bis zur Talsohle aus. Im Sandstein teilweise rezente Einritzungen. | 28981341 | BW             |
| 51° 26′ 21″ N, 9° 59′ 41″ O | Reinhausen 27, Steinmal (Taufstein) | Einzeln aufragender, pilzförmig ausgearbeiteter Sandsteinfelsen. Am Fuß sieben bis elf liegende Schnittkerben, tief eingeritzt und ca. fünf flachere, vertikale Schnittkerben. Teils schon verwittert. Vermutlich mittelalterlich. | 28981342 | BW             |
| 51° 26′ 50″ N, 10° 0′ 15″ O | Reinhausen 70, Abri                 | Großes Buntsandstein-Felsdach, Br. des überdachten Innenraumes 20 m. T. bis zur Felsrückwand max. 5 m (Spalte), max. H. bis zur Traufkante 1,5 m. In O-Hälfte vornübergekipptes Felsdachstück; in nahezu 3/4 des Innenraumes große Versturzblöcke, z.T. sichtbar. Öffnung nach SW. Drei Sondageschnitte im Jahr 1991, wobei nur der W unter dem Waldhumus abgetieft werden konnte (Felsblöcke): 20 cm starker Waldhumus, darunter rotbrauner Sand. Es konnten u.a. frühmesolithische Funde geborgen werden. Der frühmesolithische Horizont konnte durch ein 14C-Datum bestätigt werden. Auch Neuzeit (Münze). | 28981434 | BW             |

## Sattenhausen
| Lage                       | Bezeichnung                | Beschreibung                                                                                                   | ID       | Bild |
| -------------------------- | -------------------------- | --- | -------- | ---- |
| 51° 31′ 6″ N, 10° 7′ 11″ O | Sattenhausen 62, Grabhügel | Größe ca. 6 × 8 m und Höhe ca. 1,1 m. Rundoval. Durch Tierbauten oben und seitlich gestört. Aus Löß aufgebaut. | 28981697 | BW   |

### Sattenhausen 4
- ID:28981694
- 58 aus anstehendem Löß aufgeschüttete Hügel, in einer länglichen Gruppe zusammengereiht. Die Hügel besitzen in der Mehrzahl einen großen Durchmesser und eine hohe Wölbung, obwohl auch einige gerade schwach gewölbte Exemplare gezählt wurden. Manche sind zusammengewachsen und bilden Doppelhügel. Es ist damit zu rechnen, dass die Hügelgräber als Gruppe noch vollständig sind; der umliegende Wald macht einen ungestörten Eindruck. Einzelne Hügel sind teilweise stark durchwühlt oder angeschnitten (Ausgrabungen im 19. Jh. ?). Die Hügelgräber sind bronzezeitlich.

| Lage                        | Bezeichnung     | Beschreibung | ID       | Bild |
| --------------------------- | --------------- | --- | -------- | ---- |
| 51° 31′ 8″ N, 10° 6′ 52″ O  | Sattenhausen 4  | Durchmesser ca. 21 m und Höhe ca. 1,8 m. Rund, hoch gewölbt, ebenmäßig gewölbter Gipfel, abgesetzte Randbereiche. Im Westbereich leichte Mulden, sonst gut erhalten. | 28981435 | BW   |
| 51° 31′ 9″ N, 10° 6′ 52″ O  | Sattenhausen 5  | Größe ca. 17,5 × 15 m. Länglich, ebenmäßig gewölbt, Randbereiche unregelmäßig auslaufend. Mulde im Südbereich sowie ein in SO-NW-Richtung verlaufender Graben. Im nördlichen Randbereich verläuft ein Waldpfad. | 28981340 | BW   |
| 51° 31′ 8″ N, 10° 6′ 53″ O  | Sattenhausen 6  | Durchmesser ca. 12 m und Höhe ca. 0,8 m. Fast rund, flach gewölbt mit flach auslaufenden Randbereichen. Guter Erhaltungszustand. | 28981437 | BW   |
| 51° 31′ 9″ N, 10° 6′ 53″ O  | Sattenhausen 7  | Durchmesser ca. 17 m und Höhe ca. 2 m. Rund, hoch gewölbt mit deutlich abgesetzten Randbereichen. Augenscheinlich gut erhalten. Nördlich des Hügels verläuft ein Waldpfad. | 28981438 | BW   |
| 51° 31′ 11″ N, 10° 6′ 53″ O | Sattenhausen 8  | Durchmesser ca. 12 m und Höhe ca. 1 m. Rund, ebenmäßig gewölbt mit unregelmäßigen Randbereichen, Gipfel etwas abgeflacht. Gut erhalten. | 28981439 | BW   |
| 51° 31′ 10″ N, 10° 6′ 51″ O | Sattenhausen 9  | Durchmesser ca. 15 m und Höhe ca. 1,3 m. Rund, ebenmäßig gewölbt, Gipfel leicht abgeflacht, deutlich abgesetzter Rand. Oberfläche unregelmäßig; im S-W-Randbereich verläuft ein Waldpfad. | 28981442 | BW   |
| 51° 31′ 11″ N, 10° 6′ 52″ O | Sattenhausen 10 | Durchmesser ca. 17,5 m und Höhe ca. 1 m. Rund, ebenmäßig gewölbt, abgesetzte Randbereiche. Gipfelmulde 5,5 m Br. und T. 0,8 m; Tiergänge. Im NW-Rand verläuft ein Waldweg. | 28981441 | BW   |
| 51° 31′ 11″ N, 10° 6′ 52″ O | Sattenhausen 11 | Durchmesser ca. 16,5 m und Höhe ca. 1,8 m. Rund, hoch gewölbt mit deutlich abgesetzten Randbereichen. Gut erhalten. | 28981443 | BW   |
| 51° 31′ 10″ N, 10° 6′ 52″ O | Sattenhausen 12 | Durchmesser ca. 17,5 m und Höhe ca. 1,4 m. Fast rund, hoch gewölbt mit leicht abgeflachtem Gipfel und unregelmäßig abgesetztem Rand. Störungen in Form von Tiergängen, Mulden und Furchen. Im SW-Randbereich verläuft ein Waldpfad.                                                                                                | 28981444 | BW   |
| 51° 31′ 9″ N, 10° 6′ 54″ O  | Sattenhausen 13 | Durchmesser ca. 12 m und Höhe ca. 1,4 m. Länglich, unregelmäßig gewölbt mit leicht abgeflachtem Gipfel und undeutlich auslaufenden Randbereichen. Im S-O ineinanderliegend mit zweitem Hügel (Doppelhügel). Augenscheinlich gut erhalten.                                                                                          | 28981446 | BW   |
| 51° 31′ 8″ N, 10° 6′ 54″ O  | Sattenhausen 14 | Durchmesser ca. 11 m und Höhe ca. 0,9 m. Fast rund, ebenmäßig gewölbt mit leicht abgeflachtem Gipfel und sanft auslaufenden Randbereichen. Am S-O Rand flache Mulde. | 28981447 | BW   |
| 51° 31′ 8″ N, 10° 6′ 55″ O  | Sattenhausen 15 | Größe ca. 28 × 11 m. Länglich, flach gewölbt mit unregelmäßig auslaufenden Randbereichen. Im Zentrum tiefe Gipfelmulde sowie flachere Einsenkungen. | 28981450 | BW   |
| 51° 31′ 8″ N, 10° 6′ 57″ O  | Sattenhausen 17 | Durchmesser ca. 10,5 m und Höhe ca. 0,8 m. Unregelmäßig mit unförmiger Oberfläche, am Hügelfuß ungleichmäßig auslaufend. Stark gestörter Gesamteindruck. Am westlichen Rand verläuft ein Waldpfad. | 28981452 | BW   |
| 51° 31′ 7″ N, 10° 6′ 55″ O  | Sattenhausen 18 | Durchmesser ca. 13 m und Höhe ca. 1 m. Fast rund, normal gewölbt mit flachem Gipfel, am Hügelfuß flach auslaufend. Leichte Oberflächenmulden. | 28981453 | BW   |
| 51° 31′ 6″ N, 10° 6′ 56″ O  | Sattenhausen 19 | Durchmesser ca. 18,5 m und Höhe ca. 1,25 m. Rund, gewölbt mit flachem Gipfel, am Rand flach auslaufend. Augenscheinlich gut erhalten. | 28981454 | BW   |
| 51° 31′ 9″ N, 10° 6′ 58″ O  | Sattenhausen 20 | Durchmesser ca. 13 m und Höhe ca. 0,8 m. Fast rund, flach gewölbt mit flachem Gipfel und flach auslaufenden Rändern. Leichte Mulden; am westlichen Rand verläuft ein Waldpfad. | 28981455 | BW   |
| 51° 31′ 10″ N, 10° 6′ 57″ O | Sattenhausen 21 | Größe ca. 23,5 × 16,5 m und Höhe ca. 2,1 m. Oval, hoch gewölbt mit flachem Gipfel, Rand deutlich abgesetzt. An S-W Seite zu einem Waldpfad hin leicht abgeflacht. | 28981460 | BW   |
| 51° 31′ 10″ N, 10° 6′ 55″ O | Sattenhausen 22 | Durchmesser ca. 15 m und Höhe ca. 1 m. Rund, hoch gewölbt mit gewölbtem Gipfel und deutlich abgesetztem Rand. An N-W Seite durch Mulde gestört; am südlichen Rand verläuft ein Waldpfad. | 28981463 | BW   |
| 51° 31′ 9″ N, 10° 6′ 55″ O  | Sattenhausen 23 | Durchmesser ca. 16,5 m und Höhe ca. 1,9 m. Unregelmäßig geformt mit unförmiger Oberfläche und flach auslaufendem Rand. Stark gestört. Mehrere Tiergänge und Oberflächenmulden; an der westlichen Seite ist etwa 1/3 abgetragen. Das Erdreich ist zum Teil westlich gelagert; an der N-Seite verläuft ein Waldpfad in O-W-Richtung. | 28981462 | BW   |
| 51° 31′ 10″ N, 10° 6′ 54″ O | Sattenhausen 24 | Größe ca. 18 × 16,5 m und Höhe ca. 1,2 m. Länglich, flach gewölbt mit sehr flachem Gipfel, am Hügelfuß unregelmäßig auslaufend. Am nördlichen Randbereich leichte Kuhlung. | 28981559 | BW   |
| 51° 31′ 11″ N, 10° 6′ 53″ O | Sattenhausen 25 | Durchmesser ca. 16 m und Höhe ca. 1,9 m. Rund, hoch gewölbt mit flachem Gipfel, am Rand regelmäßig abgesetzt. Gut erhalten. | 28981558 | BW   |
| 51° 31′ 12″ N, 10° 6′ 53″ O | Sattenhausen 26 | Durchmesser ca. 18 m und Höhe ca. 1,65 m. Rund, hoch gewölbt mit flachem Gipfel, am Hügelfuß unregelmäßig abgesetzt. Vier flache Einkuhlungen im Gipfelbereich; der N-W Randbereich wird durch einen Waldweg angeschnitten. | 28981561 | BW   |
| 51° 31′ 9″ N, 10° 6′ 56″ O  | Sattenhausen 27 | Durchmesser ca. 14,5 m und Höhe ca. 1,4 m. Fast runder gewölbt mit flachem Gipfel, Rand abgesetzt. Mehrere flache Mulden. | 28981464 | BW   |
| 51° 31′ 11″ N, 10° 6′ 55″ O | Sattenhausen 28 | Durchmesser ca. 21 m und Höhe ca. 1,8 m. Fast rund, flach gewölbt mit flachem Gipfel, am Hügelfuß unregelmäßig auslaufend. Im Zentralbereich flache Einsenkung; Tiergänge. | 28981562 | BW   |
| 51° 31′ 12″ N, 10° 6′ 54″ O | Sattenhausen 29 | Durchmesser ca. 14 m und Höhe ca. 1,75 m. Rund, hoch gewölbt mit hoch gewölbtem Gipfel und regelmäßig abgesetztem Rand. Augenscheinlich gut erhalten. | 28981564 | BW   |
| 51° 31′ 11″ N, 10° 6′ 54″ O | Sattenhausen 30 | Durchmesser ca. 10 m und Höhe ca. 0,4 m. Unregelmäßig, sehr flache gewölbt mit stark abgeflachtem Gipfel, Hügelfuß unregelmäßig auslaufend. Schlechter Erhaltungszustand. | 28981565 | BW   |
| 51° 31′ 12″ N, 10° 6′ 55″ O | Sattenhausen 31 | Durchmesser ca. 13,5 m und Höhe ca. 1,9 m. Rund, hoch gewölbt mit gewölbtem Gipfel, Rand regelmäßig abgesetzt. Augenscheinlich gut erhalten. | 28981566 | BW   |
| 51° 31′ 12″ N, 10° 6′ 55″ O | Sattenhausen 32 | Durchmesser ca. 16 m und Höhe ca. 1,9 m. Fast rund, hoch gewölbt mit gewölbtem Gipfel, Rand regelmäßig auslaufend. Im südwestlichen Randbereich größere Einkuhlungen. | 28981563 | BW   |
| 51° 31′ 11″ N, 10° 6′ 55″ O | Sattenhausen 33 | Größe ca. 17 × 15,5 m und Höhe ca. 1,6 m. Länglich, hoch gewölbt mit gewölbtem Gipfel, Rand regelmäßig abgesetzt. In O-W-Richtung durch tiefe Rinne halbiert; mehrere Tiergänge. Schlechter Erhaltungszustand. | 28981569 | BW   |
| 51° 31′ 11″ N, 10° 6′ 56″ O | Sattenhausen 34 | Durchmesser ca. 12,5 m und Höhe ca. 1,7 m. Rund, hoch gewölbt, am Fuß regelmäßig abgesetzt. Leichte Tiergänge. | 28981570 | BW   |
| 51° 31′ 12″ N, 10° 6′ 56″ O | Sattenhausen 35 | Durchmesser ca. 14,5 m und Höhe ca. 1,9 m. Rund, hoch gewölbt, am Fuß regelmäßig abgesetzt. Augenscheinlich gut erhalten. | 28981571 | BW   |
| 51° 31′ 12″ N, 10° 6′ 58″ O | Sattenhausen 36 | Durchmesser ca. 13 m und Höhe ca. 1,2 m. Fast rund, flach gewölbt mit gewölbtem Gipfel, am Fuß regelmäßig auslaufend. Im Südbereich flache Einsenkung. | 28981568 | BW   |
| 51° 31′ 12″ N, 10° 7′ 1″ O  | Sattenhausen 37 | Durchmesser ca. 15,5 m und Höhe ca. 0,8 m. Fast rund, flach gewölbt, am Rand sehr flach auslaufend. Ungestört. | 28981574 | BW   |
| 51° 31′ 7″ N, 10° 6′ 57″ O  | Sattenhausen 38 | Durchmesser ca. 17 m und Höhe ca. 1,8 m. Fast rund, gewölbt mit flachem Gipfel, unregelmäßig auslaufend. Gestörter Eindruck. Tiergänge; westlich verläuft ein Waldpfad. | 28981575 | BW   |
| 51° 31′ 13″ N, 10° 6′ 54″ O | Sattenhausen 39 | Durchmesser ca. 13,5 m und Höhe ca. 1,4 m. Unregelmäßig, hoch gewölbt mit flachem Gipfel, Rand deutlich abgesetzt. Im S-O Bereich von Waldweg angeschnitten; Pflanzungsfurchen; am N-O-Rand tiefe Mulde. | 28981576 | BW   |
| 51° 31′ 13″ N, 10° 6′ 55″ O | Sattenhausen 40 | Durchmesser ca. 16 m und Höhe ca. 1,85 m. Rund, hoch gewölbt mit flachem Gipfel, am Rand regelmäßig auslaufend. Am N-W-Rand zwei Mulden. | 28981577 | BW   |
| 51° 31′ 13″ N, 10° 6′ 56″ O | Sattenhausen 41 | Durchmesser ca. 15 m und Höhe ca. 1,5 m. Rund, hoch gewölbtl, am Fuß regelmäßig auslaufend. Augenscheinlich gut erhalten. Im N-Bereich ein Waldweg. | 28981573 | BW   |
| 51° 31′ 14″ N, 10° 7′ 0″ O  | Sattenhausen 42 | Durchmesser ca. 18,5 m und Höhe ca. 0,9 m. Fast rund, flach gewölbt mit sehr flachem Gipfel, am Fuß unregelmäßig auslaufend. Oberflächenstruktur mit muldenartigen Einsenkungen; Waldweg in NO-SW-Richtung. | 28981579 | BW   |
| 51° 31′ 17″ N, 10° 7′ 3″ O  | Sattenhausen 44 | Durchmesser ca. 13,5 m und Höhe ca. 0,95 m. Rund, gewölbt, am Rand flach auslaufend. Augenscheinlich gut erhalten. | 28981578 | BW   |
| 51° 31′ 16″ N, 10° 7′ 4″ O  | Sattenhausen 45 | Durchmesser ca. 21 m und Höhe ca. 1,1 m. Rund, gewölbt, am Fuß flach auslaufend. Durch flache Mulden leicht gestörte Oberfläche. An Waldpfad gelegen. | 28981583 | BW   |
| 51° 31′ 16″ N, 10° 7′ 1″ O  | Sattenhausen 46 | Durchmesser ca. 12 m und Höhe ca. 0,3 m. Fast rund, flach gewölbt, am Rand sehr flach auslaufend. Leichte Mulden. | 28981584 | BW   |
| 51° 31′ 14″ N, 10° 6′ 56″ O | Sattenhausen 47 | Durchmesser ca. 16,5 m und Höhe ca. 1,5 m. Fast rund, flach gewölbt, unregelmäßig auslaufender Rand, Gipfel flach. Flache Einsenkungen im Zentralbereich; Tiergänge. | 28981582 | BW   |
| 51° 31′ 14″ N, 10° 6′ 54″ O | Sattenhausen 48 | Durchmesser ca. 18,5 m und Höhe ca. 2,1 m. Fast rund, hoch gewölbt, deutlich abgesetzter Rand, hoch gewölbter Gipfel. Gestörter Gesamteindruck. Mehrere Tiergänge. | 28981586 | BW   |
| 51° 31′ 14″ N, 10° 6′ 55″ O | Sattenhausen 49 | Durchmesser ca. 25 m und Höhe ca. 1,5 m. Fast rund, flach gewölbt, am Rand abgesetzt. Gestörter Gesamteindruck. Mehrere Mulden; an der S-O-Seite von einem von SW nach NO verlaufenden Waldweg angeschnitten. | 28981587 | BW   |
| 51° 31′ 15″ N, 10° 6′ 54″ O | Sattenhausen 50 | Größe ca. 17 × 14 m und Höhe ca. 1,65 m. Oval, hoch gewölbt, Rand abgesetzt, flach gewölbter Gipfel. Stark gestörter Gesamteindruck. Tiefe Mulde im N-O-Bereich; flache Gipfelmulde. | 28981588 | BW   |
| 51° 31′ 15″ N, 10° 6′ 56″ O | Sattenhausen 51 | Durchmesser ca. 11,5 m und Höhe ca. 0,5 m. Unregelmäßig, flach gewölbt, flacher Gipfel, am Hügelfuß stark auslaufend. Im S-W-Bereich schwache Einsenkung. | 28981682 | BW   |
| 51° 31′ 16″ N, 10° 6′ 54″ O | Sattenhausen 52 | Durchmesser ca. 25 m und Höhe ca. 1,25 m. Fast rund, flach gewölbt, flacher Gipfel, am Hügelfuß unregelmäßig auslaufend. Stark gestörter Gesamteindruck. Durchsetzt mit Tiergängen; mehrere Mulden und Furchen. Im N-O-Bereich auslaufend.                                                                                         | 28981683 | BW   |
| 51° 31′ 17″ N, 10° 6′ 55″ O | Sattenhausen 53 | Durchmesser ca. 24 m und Höhe ca. 1,1 m. Unregelmäßig, flach gewölbt, flacher Gipfel, am Hügelfuß unregelmäßig auslaufend. | 28981684 | BW   |
| 51° 31′ 12″ N, 10° 6′ 52″ O | Sattenhausen 54 | Durchmesser ca. 23 m und Höhe ca. 1,6 m. Gewölbt, fast rund, Gipfel flach gewölbt, Rand abgesetzt. Mehrere leichte Mulden. An der S-O-Seite von Waldweg angeschnitten. | 28981685 | BW   |
| 51° 31′ 13″ N, 10° 6′ 53″ O | Sattenhausen 55 | Durchmesser ca. 25 m und Höhe ca. 1,4 m. Rund, flach gewölbt, flacher Gipfel, Rand abgesetzt. Mehrere Mulden und Tiergänge. An südöstlicher Seite ein Waldweg von SW nach NO. | 28981687 | BW   |
| 51° 31′ 11″ N, 10° 6′ 57″ O | Sattenhausen 56 | Durchmesser ca. 15 m und Höhe ca. 1,5 m. Fast rund, hoch gewölbt, am Rand deutlich abgesetzt. Unregelmäßige Oberfläche; Tiergänge. An der Südseite verläuft ein Waldpfad. | 28981689 | BW   |
| 51° 31′ 9″ N, 10° 6′ 54″ O  | Sattenhausen 58 | Durchmesser ca. 11 m und Höhe ca. 1,5 m. Oval, unregelmäßig gewölbt mit leicht abgeflachtem Gipfel, Rand unregelmäßig auslaufend. | 28981692 | BW   |
| 51° 31′ 7″ N, 10° 6′ 51″ O  | Sattenhausen 59 | Durchmesser ca. 15 m und Höhe ca. 1,2 m. Rund, ebenmäßig gewölbt mit leicht abgeflachtem Gipfel, Rand deutlich abgesetzt. Guter Erhaltungszustand. | 28981693 | BW   |
| 51° 31′ 7″ N, 10° 6′ 51″ O  | Sattenhausen 60 | Durchmesser ca. 21 m und Höhe ca. 1,1 m. Fast rund, flach gewölbt mit abgeflachtem Gipfel, Randbereiche unregelmäßig abgesetzt. Störungen in Form von mehreren flachen Mulden am S-W Randbereich; Tiergänge. | 28981688 | BW   |
| 51° 31′ 7″ N, 10° 6′ 50″ O  | Sattenhausen 61 | Durchmesser ca. 10 m und Höhe ca. 0,2 m. Fast rund, sehr flach gewölbt mit stark abgeflachtem Gipfel, Randbereiche flach auslaufend. Leicht gestörter Gesamteindruck. | 28981696 | BW   |

## Weissenborn
| Lage                        | Bezeichnung           | Beschreibung | ID       | Bild |
| --------------------------- | --------------------- | --- | -------- | ---- |
| 51° 26′ 18″ N, 10° 7′ 45″ O | Weissenborn 2, Kirche | Der befestigte Kirchhof von Weißenborn gehört zu den seltenen erhaltenen Beispielen mittelalterlicher Kirchhofsburgen des Mittelgebirgsraumes. Bei der Anlage vermutlich im 12. und 13. Jh. hat man einen steil über dem Altdorf von Weißenborn aufragenden Bergsporn genutzt. Die Seiten zur Hochfläche mussten dagegen durch aufwendige Befestigungswerke geschützt werden: auffälligste und hauptsächliche Schutzanlage ist die in größeren Abschnitten erhaltene, einst weiter um die Kirche reichende Ringmauer von rund 6 m Höhe, aufgebaut aus örtlichem Muschelkalk. Die an der Innenseite erkennbaren Balkenlöcher stammen von dem angebauten hölzernen Wehrgang. Der Ringmauer ist außen ein Wehrgraben vorgelagert, davor eine weitere Befestigungslinie in Gestalt eines Doppelwalles mit Graben. Im Wald kann zudem ein flacher Bodenwall als Rest einer äußersten Wehrlinie erkannt werden. | 28948593 | BW   |